# Fabrizio Ferraz
Fabrizio Dario de Sá Ferraz (Floresta, 28 de junho de 1975), é um policial militar e político brasileiro. É deputado estadual de Pernambuco pelo SD.

## Biografia
É coronel da reserva da PMPE. Em 2018 foi eleito para seu primeiro mandato na ALEPE, pelo PHS, com 17.729 votos. Em 2019 migrou do PHS para o PP. Em 2022, foi reeleito com 48.794 votos.